# مزالونا
مزالونا چاقویی است متشکل از یک یا چند تیغه خمیده با یک دسته در هر سر که با تکان دادن به جلو و عقب مواد زیر را با هر حرکت خرد می‌کنند. این چاقوها معمولاً یک تیغه دارند، اما گاهی با دو یا سه تیغه نیز دیده می‌شوند.
از آنها معمولاً برای خرد کردن سبزی یا سیر استفاده می‌شود، اما می‌توان از آن برای خرد کردن چیزهای دیگری مانند پنیر یا گوشت نیز استفاده کرد. گاهی از انواع تک تیغه ای بسیار بزرگ برای برش پیتزا استفاده می‌شود. از مصارف رایج این چاقو در ایتالیا می‌توان به تهیه سبزیجات استاک یا پستو و غیره اشاره کرد. در کشورهایی مانند مصر، اردن، اسرائیل و فلسطین از آن برای خرد کردن ملوخیه استفاده می‌شود.

## نام
مزالونا در ایتالیایی به معنای "نیمه ماه " است، پس از شکل منحنی تیغه و رایج‌ترین نامی است که در بریتانیا برایش استفاده می‌شود. نام‌های دیگر استفاده شده عبارتند از: خردکن گیاهی، hachoir، [aʃ.waʁ] (از فرانسوی)، makhratah (از عربی) و hokmesser (از ییدیش).

## تخته برش
مزالونا را می‌توان با تخته برشی یافت که همراه با آن فروخته می‌شود و دارای دندانه‌های کم عمقی در خوداست، که به عنوان خردکن گیاهی به بازار عرضه می‌شود.